# Gisèle (fille de Louis le Pieux)
Gisèle (Gisela) (née vers 819/822 - † après 874) est la fille de l'empereur Louis le Pieux et de Judith de Bavière. 
Bien elle n’ait jamais été officiellement élevée sur les autels, contrairement à son époux saint Évrard de Frioul, elle est localement vénérée comme bienheureuse.

## Histoire
Gisèle se maria probablement vers l'an 836 au marquis Évrard de Frioul du clan des Unrochides.
En 836, l'empereur Louis le Pieux lui donne en dot le domaine royal d'Annappes, avec ses dépendances Ascq, Flers, Gruson et Wasquehal.
Gisèle eut dix enfants avec Évrard de Frioul, dont deux (Évrard et Alpais) moururent très jeunes. Évrard et Gisèle sont les parents de Bérenger Ier, roi des Lombards. Évrard et Gisèle fondent l'abbaye Saint-Calixte de Cysoing. Évrard de Frioul, dont le corps fut ramené d'Italie par son fils, et son épouse Giséle y ont été enterrés dans une crypte. Après la mort de son mari, elle continua sa vie en tant que religieuse à Denain. Elle mourut en 898 et son corps fut ramené pour reposer auprès de son mari dans la nécropole familiale de l'abbaye Saint-Calixte de Cysoing.

## Éducation
Contrairement aux stéréotypes de la vision de la femme au Moyen Âge, les filles des rois carolingiens savaient lire et écrire le latin. Cette éducation était utile pour servir la religion chrétienne et remplir leur rôle familial. Les filles et les sœurs des rois carolingiens devaient lire les écrits bibliques pour pratiquer la foi chrétienne. De la même manière que les garçons, les jeunes filles à l'époque carolingienne étudiaient dans les monastères de femmes, d'où les hommes étaient bannis. La passation du savoir se faisait ainsi de femme à femme ; les moniales et religieuses pouvaient faire figure de professeurs, comme le prouve le cas de Dhuoda. Gisèle était une femme instruite qui savait lire et écrire, comme le démontre sa profession de religieuse à la fin de sa vie et son testament. Toutefois, il est difficile d'établir si son éducation est tributaire de l'ordre monastique ou dispensée par des maîtres privés de la cour du palais. Le manque d'information à ce sujet laisse place à des hypothèses. Ses enfants furent aussi instruits selon les modèles carolingiens. Les filles de Gisèle héritèrent de nombreux ouvrages précieux de la bibliothèque d'Évrard, dont la plupart sont des livres à caractère religieux.

## Religion
Évrard et Gisèle fondent l'abbaye Saint-Calixte de Cysoing vers 854. La création de monastères était une pratique courante des familles aristocratiques, et ce depuis le VIIe siècle. La fondation de monastère renforçait l’image de piété de la famille carolingienne et permettait un certain pouvoir politique. Le monastère créait un effet de sacralisation de ses fondateurs et de leurs successeurs. D'ailleurs, la fondation de ce monastère offrit à deux des fils de Gisèle, Raoul et Adalard, l’endroit parfait pour leur profession ecclésiastique. De plus, grâce à la fondation et l’éclosion de ce monastère, un culte de saint Évrard s'établit, qui est nul autre que son mari Évrard de Frioul. En rapatriant le corps de son mari dans la crypte funéraire familiale, Gisèle établit les bases d’un culte. Évrard est décédé après une conquête territoriale sous l'ordre des Carolingiens, en Italie vers 866. Les raisons de sa mort restent floues, il meurt dans une demeure familiale en Italie. La sépulture d'Évrard fut installée près de l'autel abbatial, au souhait de Gisèle. Les sépultures créèrent un sentiment de sacralisation des corps des fondateurs et attestent le pouvoir de la famille sur la région. La religion imprègne la famille de Gisèle et son destin. Le testament de Gisèle mentionne aussi une chapelle dont elle serait l'unique fondatrice, puisque cette chapelle n’est pas mentionnée sur le testament d’Évrard. Les filles de Gisèle et elle-même après la mort de son mari trouvèrent refuge et profession dans la religion catholique. La pratique religieuse pour les femmes de noblesse leur permettait de vivre sans la pression d’un deuxième mariage imposé, d’un rapt, viol ou toutes autres stratégies des hommes pour avoir le pouvoir. Ou dans le cas contraire, elles étaient obligées d’adhérer à une vie monastique sur l’ordre du roi, pour ne pas créer de potentiels héritiers ou d’alliance qui mettrait en péril la souveraineté.

## Mariage carolingien
Selon la tradition carolingienne, à la fois pour éviter des conflits de succession et pour promouvoir la foi chrétienne, le destin des filles de Charlemagne était de servir la religion chrétienne. Cette stratégie lui permettait d’éliminer les possibles problèmes de succession et de contrôler la puissance de l’aristocratie ou la noblesse. En effet, puisque la succession posait déjà des conflits au sein de sa propre famille et ses héritiers, Charlemagne préférait ne pas avoir des gendres qui se révéleraient trop ambitieux. Dans le texte Vita Karoli d'Éginhard, celui-ci explique que Charlemagne préférait garder ses filles proches de lui, un comportement excessif selon Éginhard. Louis le Pieux, contrairement à son père Charlemagne, avait pour politique de marier ses filles à l’aristocratie, notamment pour se trouver des alliés puissants. L’alliance de Gisèle et d’Évrard de Frioul du clan des Unrochides permet le soutien de ce clan à Louis le Pieux et à son successeur. Certains historiens placent le mariage de Gisèle et d’Évrard vers 836, alors que d’autres le placent davantage vers 840, après la mort de Louis le Pieux. Cela coïnciderait peut-être davantage avec le testament de Gisèle, qui semble posséder sa dot, les terres de Charles le Chauve. Toutefois, cela viendrait à l’encontre de la date de naissance des premiers enfants de Gisèle et d’Évrard. Tout comme son père, Gisèle et Évrard décident de marier leurs filles. Cela pose un problème qu’après leur mort pour la succession de Saint-Calixte de Cysoing, réclamée par le mari d'Heilwich[Quoi ?].

## Possessions et biens
Le testament d’Évrard et de Gisèle permet d’établir le rythme de vie et la richesse des couples aristocratiques ou de la noblesse. Les nombreuses terres données à leurs enfants expriment le pouvoir territorial du couple. Le mobilier laissé sur le testament est un indice sur le décor et les usages de ces objets dans le quotidien autour de la vie de Gisèle. Pour les garçons de Gisèle et d’Évrard, un nombre surprenant d’objets en or et argent furent légués; épée en pommeau d’or et d’argent (au moins 7 dénombrés dans le testament), poignard orné de gemmes précieuses, tunique et manteau ornés d’or, ciboire avec croix en or, bracelets d’or, peigne orné d’or, candélabre d’argent, des cornes à boire en or et argent, calice d’ivoire …. Un mélange d’objets usuels; par exemple des cornes pour boire, des cuillers, gobelets et candélabres, des armes d’apparat… et de mobilier de la chapelle familiale. Pour les filles, elles héritèrent chacune d’écuelles d’argent, d’un pallium et d’un phylactère d’argent. Les filles ont aussi hérité de livres à caractère religieux. Ses legs nous permettent plusieurs constats; la plus grande partie des richesses du couple revenait aux hommes héritiers. Mais ce legs s’explique si l’on considère que les filles de Gisèle auraient déjà bénéficié d’une dot lors de leurs mariages. Le testament indique aussi une certaine humilité; les objets précieux sont pour la plus grande partie des objets cérémoniels, qui sont placés dans la chapelle familiale. Certains objets du quotidien permettent d’imaginer le décor du manoir seigneurial de Gisèle et d’Évrard; un manoir seigneurial avec des objets précieux, mais dont les véritables trésors sont les objets de culte chrétien.

## Testament de Gisèle
Généralement, dans le couple ordinaire du Moyen Âge, le mari avait possession des biens offerts et hérités après le mariage. Toutefois, dans certains cas, quand la femme est de lignée royale directe, celle-ci peut posséder des terres. Gisèle survécut à son mari Évrard et après sa mort, ou dû à la négligence de ces biens, Charles le Chauve reprit possession de ces terres données en dot. Ce passage du testament de Gisèle écrit vers 869 en atteste.
« Il m’a semblé convenable, au nom de Dieu, à moi Gisèle, de partager les biens négligés par mon seigneur Évrard, de douce mémoire, puis réunis au domaine royal, mais conservés en bon état par ordre supérieur, eu égard à mon veuvage, et dans le but de me soulager dans mon changement de situation, biens que mon très cher et bienveillant frère, si j’ose appeler ainsi le roi Charles, a daigné dans son immense bonté me retourner augmentés… ».
Toutefois, Charles le Chauve lui laisse le fisc de Somain, qu’elle lègue à son fils Adalard. Elle spécifie qu’après la mort d’Adalard, abbé à l’abbaye de Cysoing, le monastère héritera des terres.

« Je vous donne donc mon très cher fils Adalard, le fisc du nom de Somain au pays d’Ostrevent, dont mon dit bienveillant souverain et frère Charles, si je l’ose nommer ainsi, dans sa grande et tendre largesse, a daigné me faire don. »

« J’y mets cette condition, qu’après votre mort, elle reviendra intégralement audit monastère selon ce qui suit: le manoir seigneurial, avec 179 bonniers de terres labourables, 32 bonniers de près, 561 bonniers de bois, 93 bonniers de dépendances, et aussi 4 bonniers de terre. Ce fisc tout entier, comme il a été dit, sauf ladite chapelle avec 9 manses, je le passe et le constitue intégralement de ma juridiction en vos mains pour votre part, moyennant cette condition: tant que, à la volonté du Seigneur, je serai en vie, il sera considéré comme étant mon bien personnel. »

C’est lorsqu’elle devient veuve qu’elle détient une certaine indépendance financière et la gestion des biens familiaux. L’accord de ses fils n’était pas nécessaire pour qu’elle puisse hériter d’Évrard(et donc du territoire donné en dot à son mariage, repris par Charles et redonné à Gisèle à la mort d’Évrard). Il est toutefois intéressant de percevoir qu’elle ressent le besoin de réclamer cet important fisc comme bien personnel. Selon le testament d’Évrard écrit conjointement avec Gisèle écrit plus tôt vers 865, les biens et les territoires de son mari sont partagés entre ses fils. Ses filles hériteront aussi de quelques biens, dont une partie de la bibliothèque d’Évrard ainsi que quelques terres. Charles le Chauve ne pouvait s’interposer dans cet échange comme il l’a fait dans la reprise de la dot de Gisèle, puisque le comte Évrard provient lui-même d’une famille aristocratique et qu’il n’avait aucun droit à ses terres provenant du clan des Unrochides. La dotation du monastère fut remise à Adalard, puis Raoul son frère qui furent tous deux abbés à Saint-Calixte de Cysoing. À la mort de Raoul, le monastère fut remis aux moines. Ce legs de Raoul, qui exauçait le souhait de Gisèle, fut contesté par le mari de Heilwich. Le monastère était richement doté et amenait jalousie parmi la noblesse.

## Mariage et descendance
Gisèle épouse, probablement vers 836, Eberhard, marquis de Frioul, avec lequel elle eut dix enfants :
1. Évrard (837- † après le 20 juin 840) ;
2. Ingeltrude  de Frioul (v. 836 - † 867), épouse Henri de la Marche (830 – 886), marquis de Neustrie ;
3. Unroch III de Frioul (v. 840 - 874), époux d'Ève de Tours ;
4. Bérenger Ier de Frioul (v. 843 - † 924), époux de Berthe de Spolète, élu roi des Lombards à Pavie en 888, et empereur romain germanique en 915 ;
5. Adahard († après le 1er juillet 874). Abbé de Cysoing ;
6. Raoul / Rodolphe († 1er mai 892). Abbé laïc de Cysoing et de l'abbaye Saint-Vaast d'Arras. En 883, le roi Carloman II de France lui donna l'Artois et le Ternois qui furent saisis à sa mort par le comte Baudouin II de Flandre ;
7. Alpais, morte jeune et inhumée à l'abbaye Saint-Calixte de Cysoing ;
8. Heilwide de Frioul (v. 855 - v. 895), qui épousa vers 874 Huchald (Hucbald) d'Ostrevant (850 - 890) puis peut-être Roger Ier (v. 867 - † 926) comte de Laon ;
9. Gisèle († v. 863). Nonne à l'abbaye Saint-Sauveur de Brescia ;
10. Judith de Frioul (863 - † 881), qui épousa Conrad II de Bourgogne, comte d'Auxerre et duc de Bourgogne Transjurane de 859 à 864.

Il est intéressant de constater que les noms des enfants de Gisèle réfèrent tous à des membres proches de la famille; oncle, tante ou grands-parents. Gisèle n’avait pas le droit de nommer ses enfants de nom de la royauté carolingienne; elle nomma ses enfants de la descendance des Unrochides (Unroch, Adalard, Ingeltrude, Bérenger), de son côté maternel (Raoul, Heilwich, Judith et Gisèle) et de son couple en lui-même (Gisèle et Évrard).

## Hommage

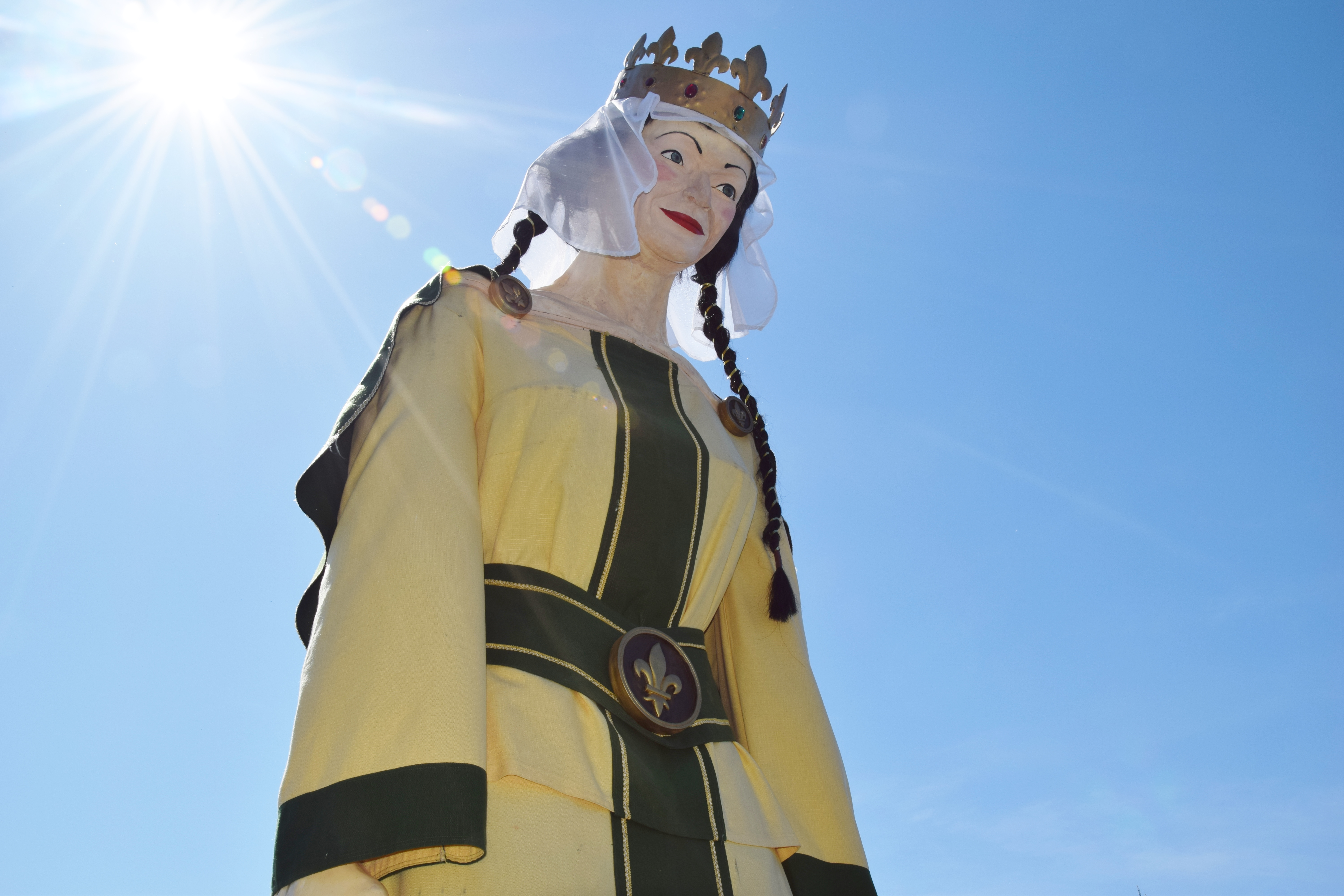
La géante Gisèle en 2016. Depuis 2025, elle a un nouveau visage, modelé par l'artiste Dorian Demarcq.

L'un des géants du village de Somain, en Ostrevent, représente la princesse Gisèle, à qui le domaine de Somain a été donné par son frère, l'empereur Charles II le Chauve, peut-être à l'occasion de son mariage avec saint Évrard de Frioul vers 840.

## Sources
- Christian Settipani, La Préhistoire des Capétiens (Nouvelle Histoire généalogique de l'auguste maison de France, vol. 1), Villeneuve-d'Ascq, éd. Patrick van Kerrebrouck, 1993, 545 p. (ISBN 978-2-95015-093-6).
- John J. Contreni, The Carolingian renaissance: education and literary culture, dans The New Cambridge medieval history, volume II c.700-c.900, Cambridge, Angleterre, Cambridge University Press, 1995, p. 709-757.
- Jean-Pierre Gerzaguet, « Beaurepaire : de la chapelle (vers 868 ?) au prieuré canonial masculin (fin XIIIe siècle) », Revue du Nord, 2004/3, no 356-357, p. 511-524.
- Sylvie Joye, « Carolingian rulers and marriage in the age of Louis the Pious and his sons », dans Gender and Historiography; studies in the earlier middle ages in honour of Pauline Stafford, Janet L. Nelson, Susan Reynolds, Susan M. Johns, School of Advanced Study, University of London, Institute of Historical Research, 2012, p. 101-114.
- Stéphane Lebecq « Testament d’Évrard et Gisèle de Cysoing. Présentation et traduction. », dans Splendor reginae : passions, genre et famille : mélanges en l'honneur de Régine Le Jan, Turnhout, Belgium, Brepols, 2015, p. 61-67.
- Régine Le Jan, Famille et pouvoir dans le monde franc (VIIe – Xe siècle) : essai d'anthropologie sociale, Publication Sorbonne, Paris, 2003, p. 577.